# Ikoven

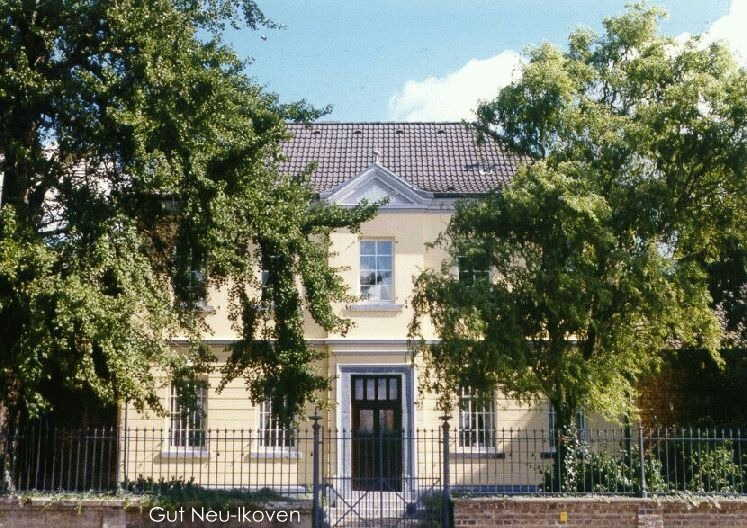
Gut Neu-Ikoven in Evinghoven

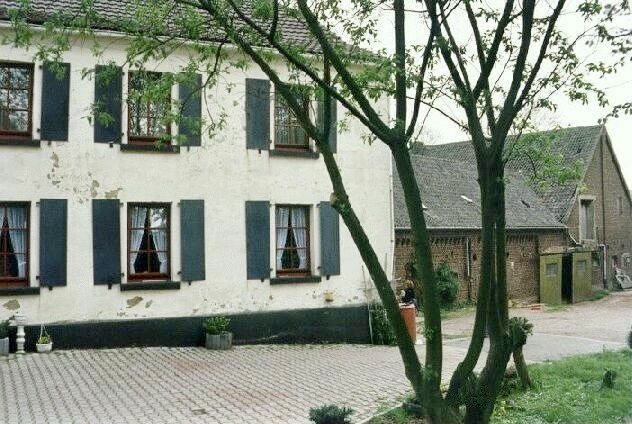
Gut Alt-Ikoven in Evinghoven

Ikoven ist ein kleiner Weiler in Rommerskirchen-Evinghoven im Rhein-Kreis Neuss.
Hier wohnen etwa 20 Personen, verteilt auf zwei Hofesfesten; die eine, „Alt-Ikoven“ genannte, aus dem frühen 17. Jahrhundert, die zweite, „Neu-Ikoven“ genannte, aus dem späten 18. Jahrhundert. Dazu gehört noch ein ziviler Luftschutzbunker aus dem Zweiten Weltkrieg.
Ikoven ist zwar amtlich als eigener Ort gekennzeichnet, hat aber kein eigenes Ortsschild und taucht auch im öffentlichen Leben nicht als solcher auf. Vielmehr ist Ikoven als ein „Vorort“ zum etwas größeren, nur 400 Meter entfernt liegenden Evinghoven zu sehen.

## Ikoven in alten und modernen Sagen
Ikoven spielt nicht zuletzt aufgrund seiner Geschichte und besonderen Lage immer noch eine Bedeutung in Rommerskirchener Sagen und Legenden:
Am bekanntesten ist „der Fluch des Küsters“: Um 1700 soll der „Küster von Ikoven“ tagsüber ein durchaus sittsames und friedvolles Leben auf dem Hof „Ikoven“ (Heute „Alt-Ikoven“) geführt haben, den Bauern zur Hand gegangen sein und sonntags die heilige Messe in der Kapelle vorbereitet haben. Abends aber soll er in die angrenzenden Orte Evinghoven und Widdeshoven geschlichen und gestohlen und geraubt haben. Er wurde dabei vom Engelsbauern aus Evinghoven beobachtet, der es dem Priester verriet. Dieser wollte ihn zur Beichte drängen, der Küster verschwand aber und kurze Zeit später wurde der Engelsbauer von einem Fluch heimgesucht, der jedes Erstgeborene des Bauern „zum Krüppel“ werden ließ.
Weitere Geschichten ranken sich um die Herren von Ikoven, welche die Höfe erbauen ließen: diese sollen heute noch als „Ritter vom Gillbach“ in klaren Mondnächten kopflos durch die Gillbachauen ziehen, vermutlich, weil sie in einem Scharmützel mit den Herren von Anstel ihre Köpfe ließen.
Auch aus der Zeit der französischen Besatzung erzählt man sich von einer Art lokalen „Jack-the-Ripper“, der als französischer Kommandant tagsüber in Ikoven weilte.
Modernere Sagen handeln von der verschütteten Bunkeranlage, in der Gold versteckt sei, was die Nazis beim Einrücken der Briten und Amerikaner dort versteckten. Noch heute würde dieses von einem alten Soldaten bewacht.

## Der Luftschutzbunker
Der zivile Luftschutzbunker an der Widdeshovenerstraße wurde 1944 als Tiefbunker erbaut. Der auf der untersten Ebene liegende Rundbau des Luftschutzraumes mit einem Durchmesser von ca. 7 m hat in der Mitte eine ca. 2,30 m dicke Säule, die das Betongewölbe trägt. Die Grundfläche beträgt ca. 34 m². Der Umfang erfasst ca. 22 m. Der Notausgang führt auf das Anwesen von Alt-Ikoven.

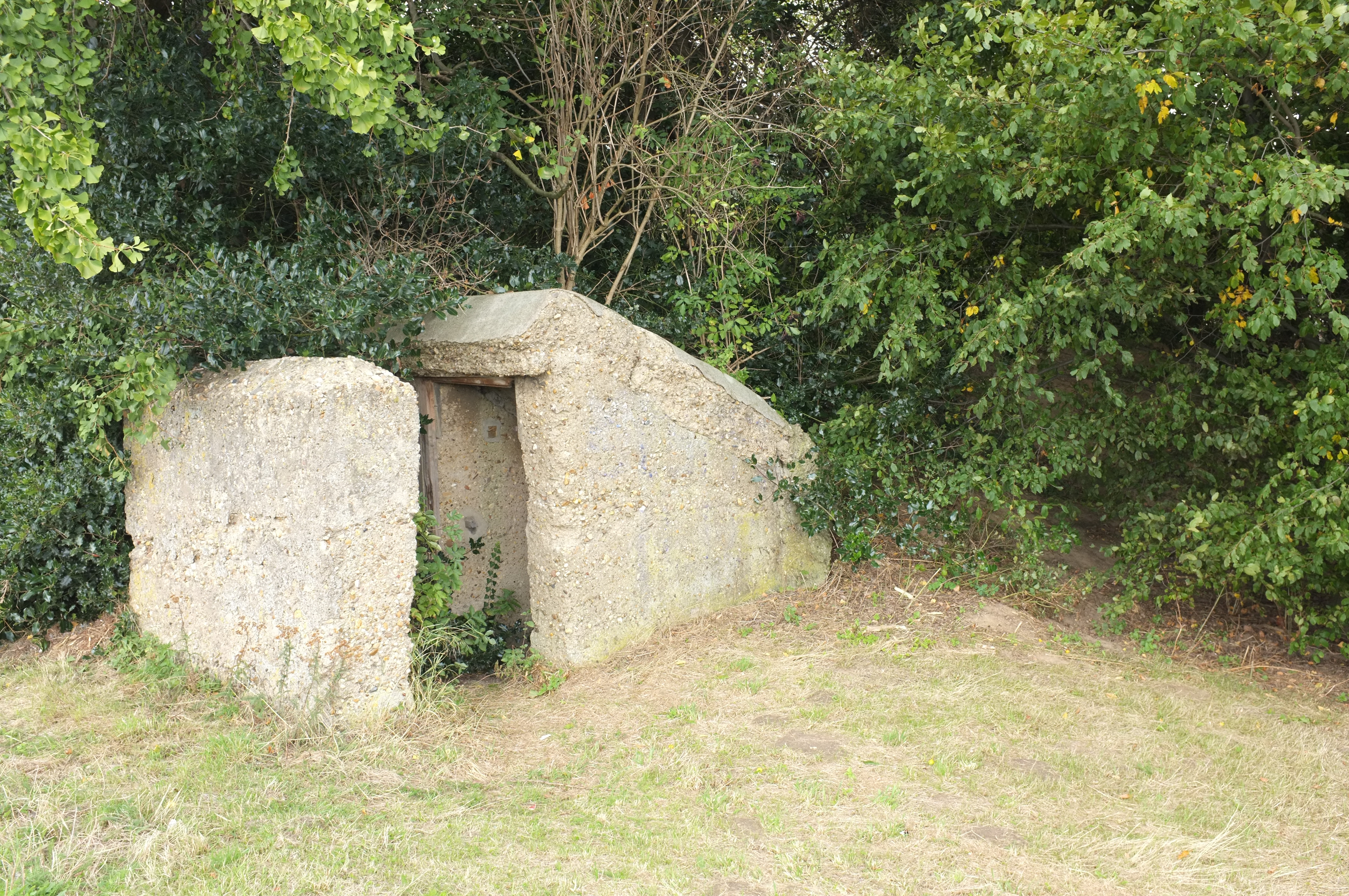
Der Bunkereingang
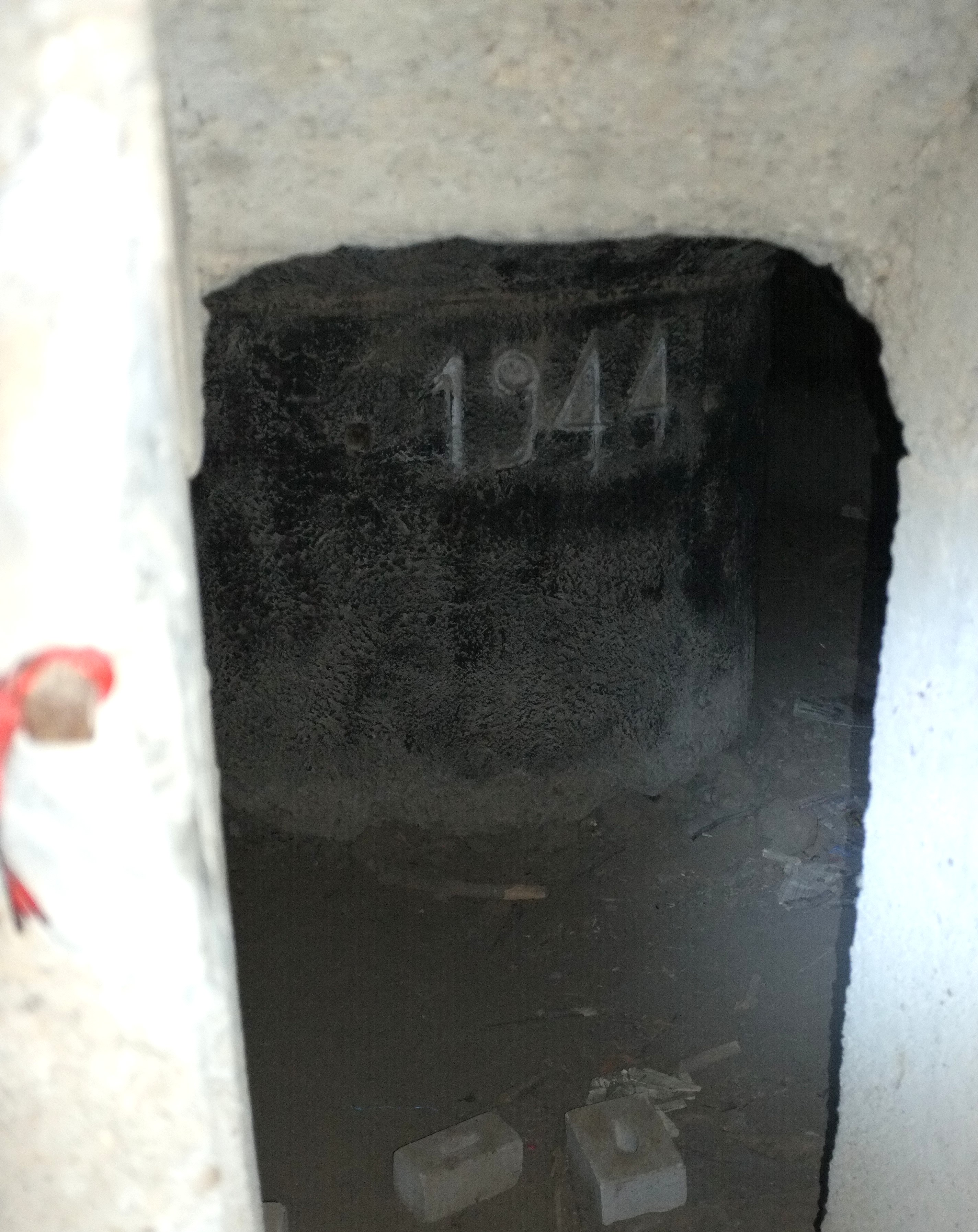
Der Zugang zum Luftschutzraum
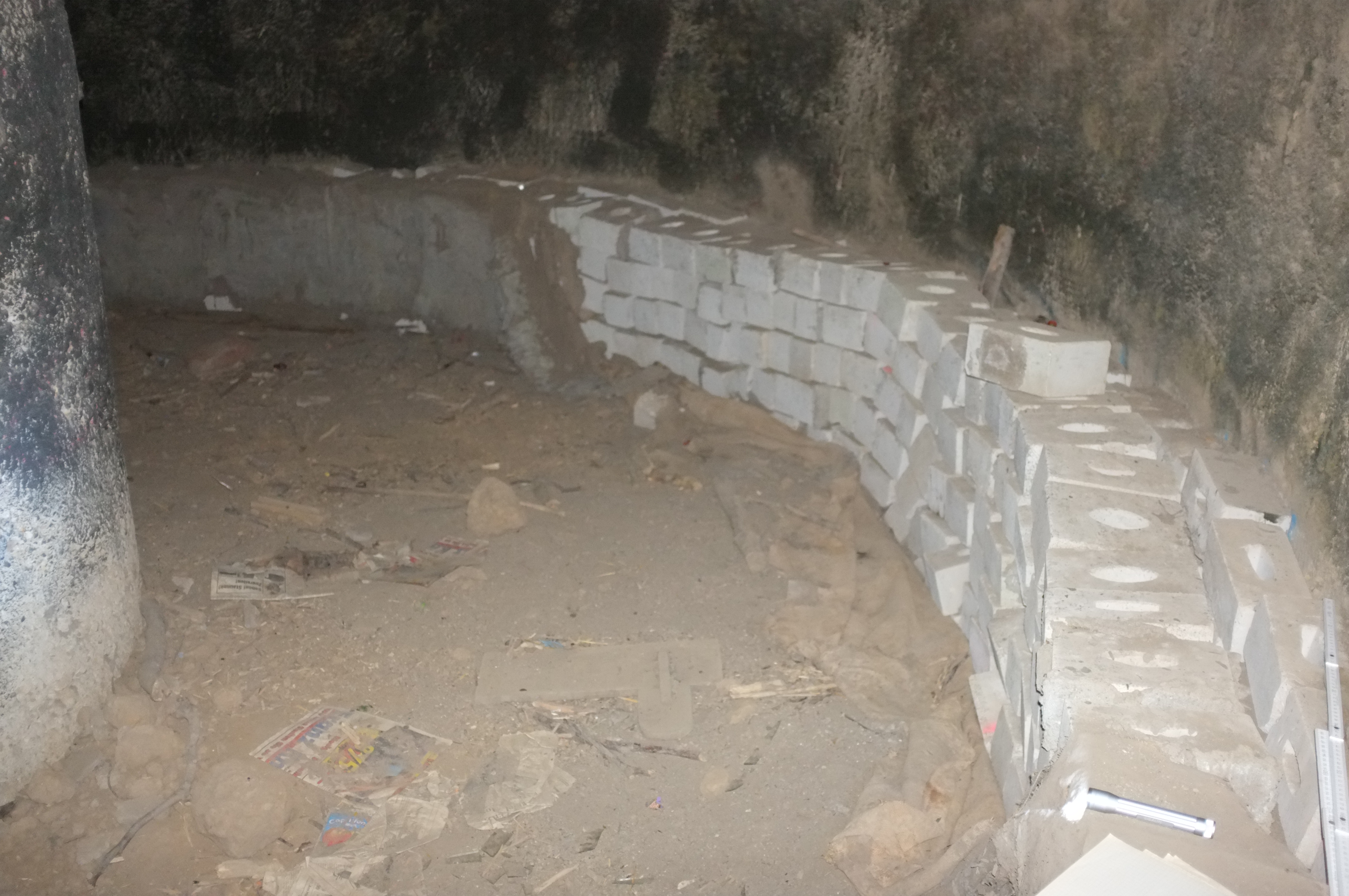
Der Luftschutzraum
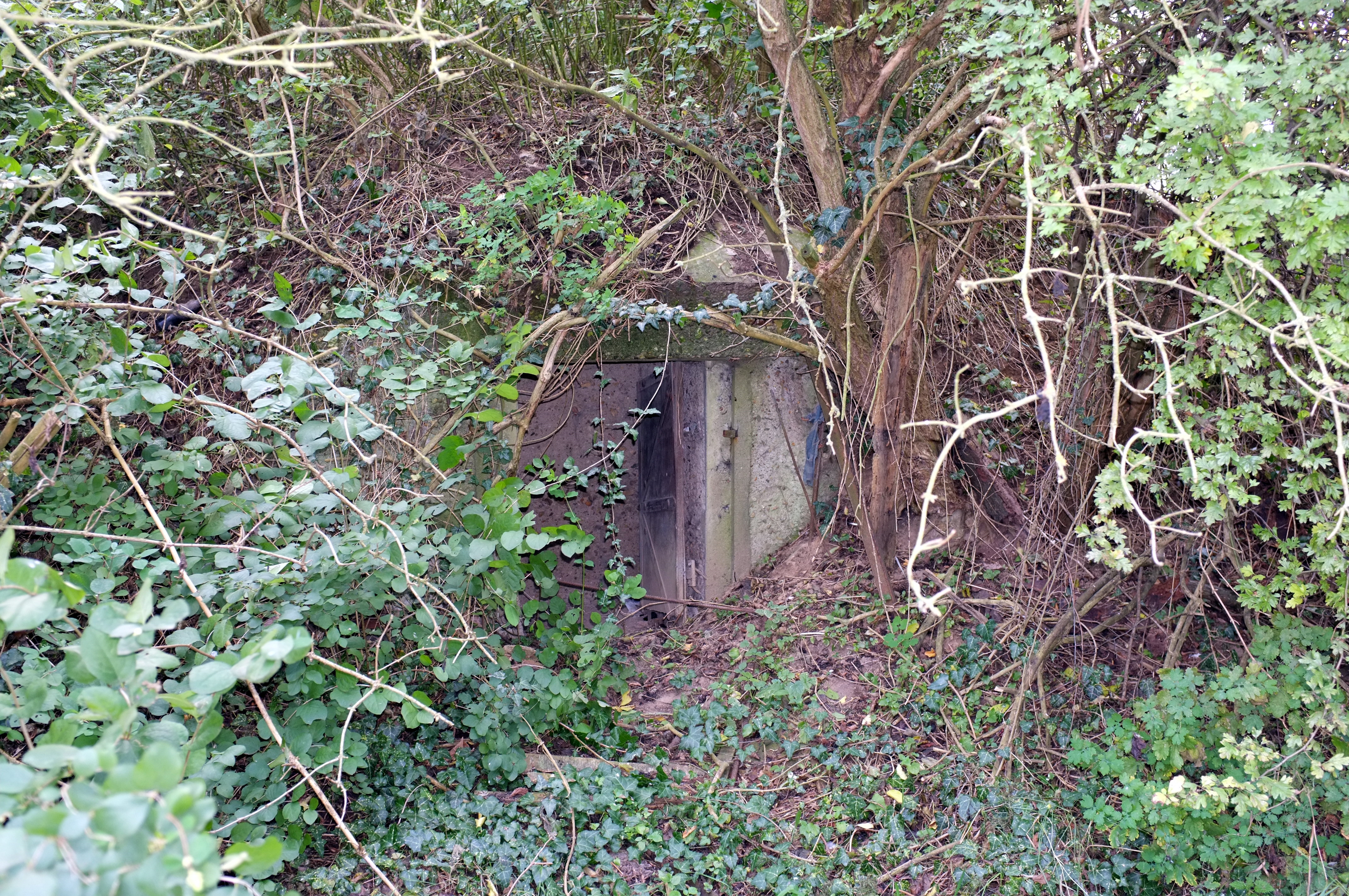
Der Notausgang

Koordinaten: 51° 5′ N, 6° 41′ O